# Амроливала, Мэтью
Мэтью Амроливала (англ. Matthew Amroliwala, настоящее имя Мерван, англ. Mehrwan; род. 1962) — британский журналист и телеведущий.
Сын военного лётчика. Окончил Даремский университет (1984) со специализацией в области политологии и права. Работал в области финансов. В 1990 г. дебютировал на BBC в качестве телевизионного корреспондента, среди прочего выезжал в Югославию для репортажей о падении Сребреницы, в течение полугода был корреспондентом в Нью-Йорке. В 1997 г. начал работать как телеведущий в вечерних выпусках телеканала BBC News, в 2001—2006 гг. вёл вечернюю программу новостей. С 2006 г. вместе с Джейн Хилл ведёт на том же канале дневные выпуски (с 11 до 14 часов в будние дни). Кроме того, с 2008 г. один из ведущих телепрограммы Crimewatch (канал BBC One), посвящённой нераскрытым преступлениям.
Женат, имеет четверых детей: Мило, Луис, Мэри и Мабель.